# Lithobius slovenicus
Lithobius slovenicus är en mångfotingart som beskrevs av Matic 1979. Lithobius slovenicus ingår i släktet Lithobius och familjen stenkrypare.
Artens utbredningsområde är Slovenien. Inga underarter finns listade i Catalogue of Life.